# 星星
星星（セイセイ）は、日本テレビ「ZIP!」の「星星のベラベラENGLISH」コーナーに出演していた、ジャイアントパンダのキャラクターである。
有限責任事業組合 STAR PANDAが運営している。
本物のパンダと勘違いされるリアルなビジュアルとユーモラスなキャラクターが話題を集めた。
星が降る夜に生まれたため、右目の周りが星の形になっている。
語学（英語、中国語、日本語）と、ダンスが得意。

## プロフィール
星が降る夜に生まれたため、右目の周りが星の形に。
世界中を旅して英語・中国語・日本語が堪能。
ちょい悪でマイペースだけど、困った人は放っておけないお人好し。
丸いモノには目がない、男の子。

誕生日：7月7日
性別：男の子
身長：170cm　
体重：120kg
性格：ちょい悪でマイペース。困った人は放っておけないお人好し。
特技：英語・中国語・日本語、ダンス
好きなもの：笹、丸いモノ（特に、タイヤやドーナツなどといった穴の開いた丸いモノ）
友達：恋恋（レンレン）という幼馴染みのパンダ（女の子）がいる。恋恋は、右目の周りが♡で、左耳の下に黄色のリボンを付けている。星星に片思いをしている。
将来の夢：宇宙に行くこと

## メディア出演

### テレビ番組

#### レギュラー出演

##### 日本テレビ
- 「ZIP！」
星星のベラベラENGLISH（2020年2月3日 - 2022年3月31日）
※米倉れいあ（同コーナーでの名前のテロップ表記は、"レイア"となっている）と共に出演
ベラベラENGLISH 星星 the Teacher（2022年4月4日 - 2023年3月31日）
※曽野舜太（同コーナーでの名前のテロップ表記は、"シュンタ"となっている）と共に出演

#### 日本テレビ
- 「天才！志村どうぶつ園」（2020年3月21日）
- 「DASHでイッテQ！行列できるしゃべくり日テレ系2020年人気番組No.1決定戦2020春」（2020年4月5日）
- 「バゲット」（2020年8月3日、2021年4月19日）
- 「news every.」（2020年8月20日）
- 「24時間テレビ 「愛は地球を救う」（2020年8月23日）
- 「ヒルナンデス!」（2020年11月4日）
- 「人生が変わる1分間の深イイ話」（2020年11月23日）
- 「行列のできる法律相談所」(2021年6月13日)
- 「24時間テレビ 愛は地球を救う」（2021年8月22日）

#### TBSテレビ
- 「リアルアイドル」第4回（2020年・レイア[2]の撮影密着として）

#### BSスカパー!
- 「KIBO宇宙放送局　開局特番～WE ARE KIBO CREW～」（2020年8月12日）

#### auスマートパスプレミアム
- 配信ドラマ「妄想switch」（2020年9月29日）

### 雑誌
- 小学館「てれびくん」ゆかいなパンダ星星（2020年5月号 - 9月号）連載（2020年4月 - 7月）
- 双葉社「週パンダ大衆」（2021年5月11日[3]）